# Arnaldo Santos (radialista)
Arnaldo dos Santos Andrade (Manaus, 17 de julho de 1938 — Manaus, 6 de janeiro de 2025), popularmente conhecido como Arnaldo Santos, foi um radialista e cronista esportivo brasileiro.
Filho de Francisco Caetano de Andrade e Ayda dos Santos Andrade, Arnaldo Santos começou a carreira de locutor esportivo, em 1959, aos 20 anos de idade, transmitindo jogos de voleibol, basquetebol, e futebol de salão (também referido pelo acrônimo futsal), nos serviços de alto-falante, na quadra Francisco Guimarães, situada no Atlético Rio Negro Clube; o que levou a Luis Verçosa, então narrador de esporte da rádio Rio Mar, a indicá-lo ao Erasmo Linhares, diretor artístico da Rádio Rio Mar, para compor a equipe de esporte num período de aproximadamente três meses, vindo a ser convidado pelo chefe do departamento da Rádio Baré (Diários Associados), Luis Saraiva, para realizar um teste que acabou culminado com a sua contratação, iniciando assim uma carreira de locutor esportivo, fazendo oficialmente a primeira narração de um jogo em 1961, do Campeonato Amazonense, no Parque Amazonense -, entre Fast e São Raimundo.
Atualmente pertence ao quadro de funcionários da Rádio Difusora do Amazonas. É um narrador eclético, que além da sua grande paixão, o futebol - já transmitiu Fórmula 1, Box, Voleibol, Basquetebol, Handebol, Futsal, Ginástica, provas de atletismo, não só a nível local, mas também nacional e internacional.

Em março de 1970, apresentou por 14 anos o programa “AS nos Esportes”, na TV Ajuricaba, a época filiada a TV Globo, e tinha como destaque a trilogia: seja bom filho, bom aluno e bom de bola, passando a ser lembrada por uma geração de apaixonados por esporte.

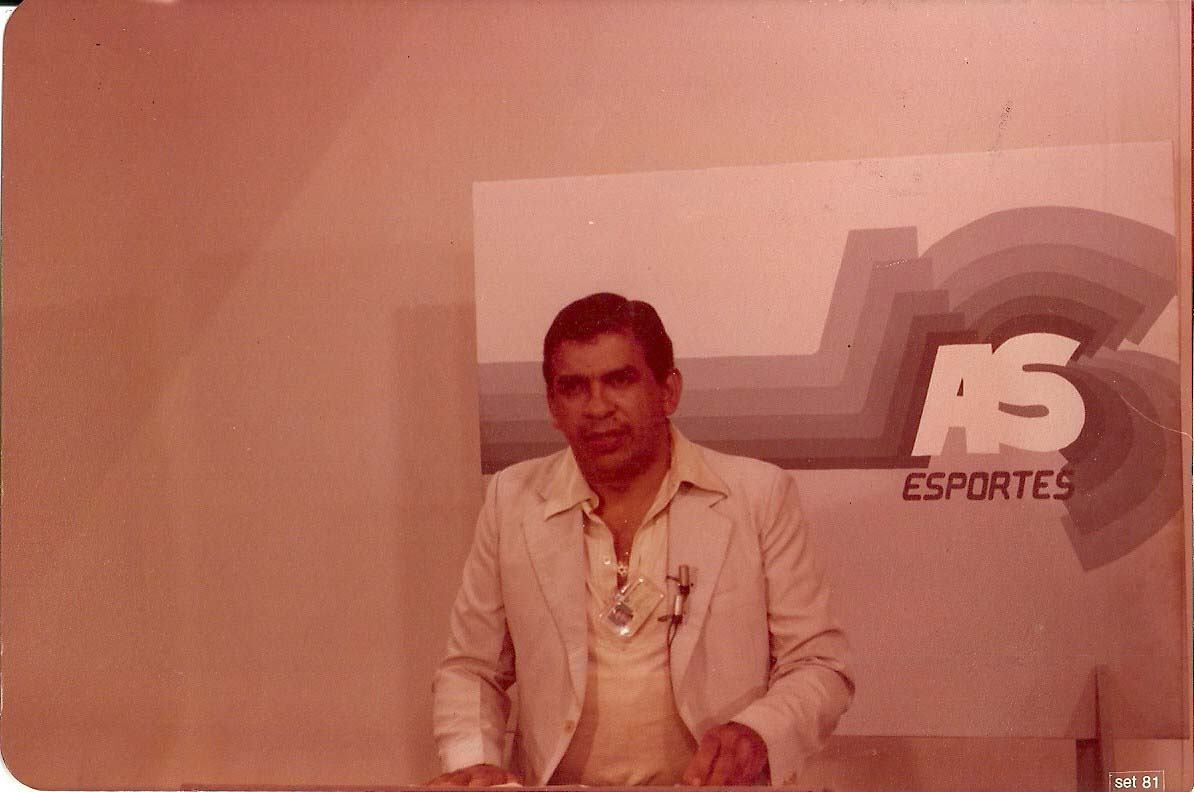
Arnaldo Santos apresentando o programa "AS nos Esportes"

Na função de cronista esportivo, foi presidente da (ACLEA) Associação dos Cronistas e Locutores Esportivos do Amazonas, convite feito pelo governador Danilo Duarte de Matos Areosa, em 1968, para fazer parte do grupo executivo de construção do Estádio Vivaldo Lima, composto por: cel. Temisthocles Trigueiro, Flaviano Limongi, João Augusto Souto Loureiro, Hugo Silva Reis, Carlos Lins, Erisaldo Godôt.
No dia 16 de março de 1995, governo Amazonino Mendes foi nomeado subsecretário de Desportos da secretaria de Estado, Cultura e Deportos–Seduc, respondendo pela presidência da Fundação Vila Olímpica de Manaus, cuja primeira missão foi a recuperação do Estádio Vivaldo Lima.

## O senhor das Copas
No dia 31 de maio de 1978, chegou à Mar Del Plata no avião da Cruzeiro, fretado pela Aero Lines Argentina, numa temperatura de 4 graus. Já no dia 1º de junho de 78, percorreu as ruas Buenos Aires, com o motorista Alberto, que não conhecia as ruas de Buenos Aires.
Uma das cabeças pensantes que trabalharam na elaboração do projeto amazonense para receber o mundial de 2014, Arnaldo guarda suas memórias de quatro Copas vividas como torcedor.
A narrativa descrita na agenda daquele incipiente torcedor acabou com final feliz. Era uma viagem de 400 quilômetros. O radialista correu contra o tempo para alcançar a abertura e quando percebeu que o motorista não iria deixá-lo a tempo em Buenos Aires, pegou um táxi e foi embora acompanhado de um amigo.
Arnaldo e o colega chegaram a tempo de ver a festa preparada pelos Argentinos. Eram cinco mil crianças construindo uma imagem bem diferente da realidade dos Hermanos, afogados pelo regime militar. Ele chorou bastante.
Três tentativas
Nem foi ta grande a decepção pela eliminação da Seleção, depois da famosa e suspeita goleada argentina sobre o Peru, por 6 a 0. Era a primeira, era só empolgação.
Só que o sonho de ver o Brasil campeão ao vivo foi se tornando pesadelo. Em 82, a derrota para a Itália de para os franceses. Começou a pensar se o problema não era com ele. Foi tomando um espírito crítico e em 1986, no México, viveu a maior das decepções.
Castigado pelas seguidas derrotas, e cético quanto ao título de Lazaroni, Arnaldo não foi à Itália, em 1990.

Quatro anos depois, nos EUA, vingou-se dos fantasmas, viu o Brasil de Romário levantar o tetra e curou as feridas. Foi o maior prêmio da vida do cronista. Porque a final foi no dia 17 de julho no dia do seu aniversário. Em 2014 aquela conquista completará 20 anos. Irá viver essa emoção em Manaus.

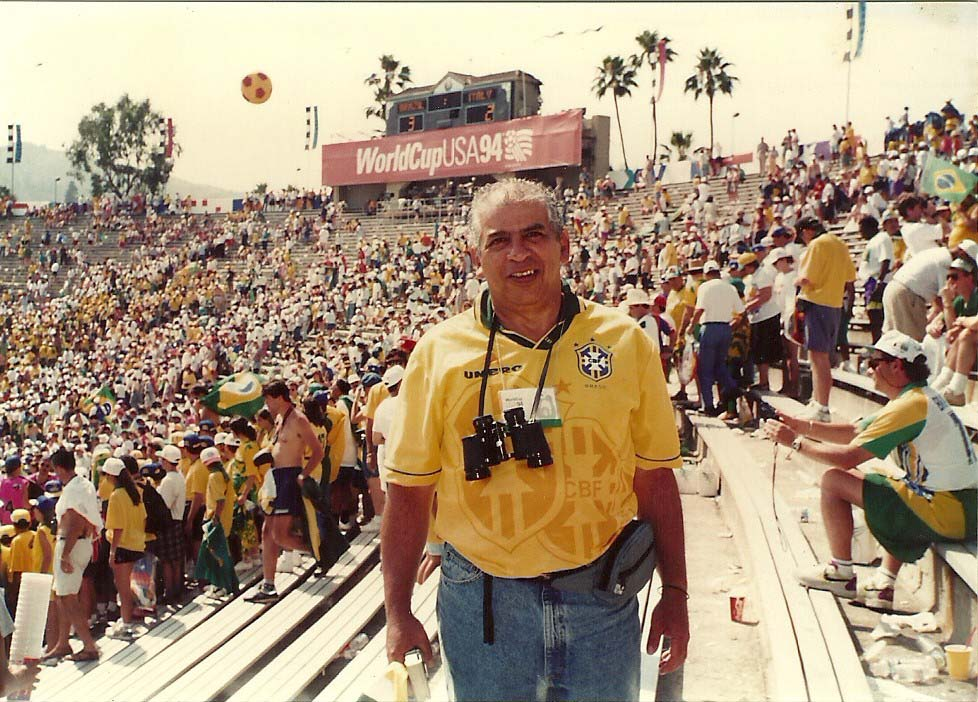
Rose Bowl Stadium, em 1994

Tristeza no Sarriá pela geração de 82 - Maior decepção foi o tetra quase certo que acabou não vindo na Espanha
De um lado Zico, Sócrates, Falcão e uma campanha irretocável. Do outro uma Itália desacreditada, em pé de guerra com a imprensa e que passou para a segunda fase com três empates. De quebra, a vantagem de jogar pela igualdade no marcador.
Selou o destino que Arnaldo Santos sentasse na linha da grande área, onde Valdir Péres sofreria o segundo e o terceiro gols da Azurra, obra de Paolo Rossi, numa das maiores tragédias que a Seleção já sofreu, só comparável à perda do título para o Uruguai, em 1950.
Naquela tarde de 5 de julho, os Italianos tiveram um desempenho surpreendente até mesmo para o mais fanático torcedor da Azzurra e com três gols de Paolo Rossi derrotaram o Brasil por 3 a 2 e foram para as semifinais contra a Polônia e depois a Itália foi tricampeã vencendo a Alemanha.
Depois do jogo uma história para guardar, Arnaldo, decepcionado com o fim melancólico dos Canarinhos, se livrou da camisa da Seleção no meio da rua de Barcelona.
Tirou a camisa e a entregou para um espanhol. O sujeito começou a beijar a camisa, emocionado, tamanha a paixão daquele povo por aquela Seleção.
Chegou a frequentar um Cassino, ganhando 3.500 dólares sem saber nem o que era jogo.
Pilhas e rádio
Arnaldo ficou intrigado, com as reações do goleiro Leão, no empate em 0 a 0 com a Argentina, na Copa de 1978. Anos depois, a resposta, vinda pessoalmente do goleiro. O Leão disse para o cronista que jogavam pilhas nas costas deles. Quando acabaram as pilhas, jogaram os rádios.

## Arnaldo e sua forte ligação com o Estádio Vivaldo Lima
Plínio Ramos Coelho eleito governador no seu segundo mandato em 1963. Torcedor do Nacional F.C. depois de ver o seu time sagrar-se campeão, não tinha mais dúvida que o futebol amazonense precisava de um novo estádio que desde o seu primeiro governo nos anos 50, sonhava para o seu desenvolvimento.
Plínio achava que um bom local para a construção do novo estádio seria a primeira ponte, como era chamada, localizada ao lado do Palácio Rio Negro. Ele foi desaconselhado pelos engenheiros, o mesmo acontecendo quando pediu estudos para a ponte de ferro, ou seja, Benjamin Costant. Obcecado quando queria concretizar uma ideia e só podia entender isso alguns amigos, como o pai do radialista Arnaldo Santos, o seu Caetano de Andrade, outro “Nacionalino doente” que entre as discussões políticas, tudo no fim terminava em futebol.
Aos 19 anos de idade, Arnaldo foi testemunha em ver o governador Plínio Ramos Coelho no seu jeito incisivo de ser, falar para o Caetano (pai de Arnaldo), que na inauguração de uma Feira Agropecuária, no bairro de Flores, havia encontrado finalmente o lugar ideal para a construção do novo estádio.
Nem mesmo os questionamentos levantados pelos opositores de ser o lugar, um charco perigoso, de onças, cobras e jacarés, a decisão estava tomada – com o argumento de que a engenharia não resolvesse. Colocou a pedra fundamental e deu o nome de Estádio Vivaldo Lima em homenagem ao amigo e grande expressão da política nacional do seu partido, o PTB. Uma corrente de oposição falava que mais do que uma homenagem, foi uma acomodação política, visto que o médico advogado, professor e deputado federal, Vivaldo Lima era uma figura muito estimada - capaz de mudar rumos da política amazonense.
No imaginário popular, o bairro de Flores estava completo com o “Vivaldão” que tinha como referência o balneário da Verônica, o famoso Shangrillá e o hospício, com o privilégio de ter possuído uma linha exclusiva de bonde que terminava no bar Bom Futuro, que para alguns era cabaré, para os intelectuais “Rendes Vouz” e Lupanar para os boêmios.
O governador Plínio Coelho fez o possível para manter acesa a chama do “Vivaldão” mesmo com grandes dificuldades financeiras conseguiu desapropriar a área e colocar a pedra fundamental. – No dia 27 de junho de 1964, era cassado pela Ditadura Militar.

## O início da história de Arnaldo no Vivaldão
Artur César Ferreira Reis assumiu no dia 29 de junho de 1964 o governo do estado do Amazonas - como primeiro mandatário da revolução. Teve participação importante no “Vivaldão” dando cunho oficial ao grupo de trabalho na sua construção. O arquiteto Severiano Mário Porto, autor do projeto, mudou-se definitivamente do Rio de Janeiro para Manaus com a missão de acompanhar o início das obras, como a terraplanagem feita pelos tratores, trabalhando diuturnamente, na abertura de uma grande clareira que se consumou no governo seguinte; do governador Danilo Duarte de Matos Areosa e seu grupo de trabalho, do qual Arnaldo Santos participou.
A partir daí, começa a história do cronista Arnaldo Santos no Estádio Vivaldo Lima até a sua demolição, para a construção da Arena da Amazônia, que para Arnaldo será o seu último grito de gol, o “Vivaldão”.
Não foi fácil chegar ao primeiro jogo no gramado do “Vivaldão”, era mais do que um sonho; era preciso acreditar - afinal, de 1957 de Plínio Coelho, quando começou a pensar num novo estádio, para 1968 de Danilo Areosa, já havia passado 11 anos. O povo cobrava, os amantes do futebol gritavam – os opositores do regime militar pregavam o descrédito e Arnaldo mesmo sendo um noviço na crônica esportiva, falava todos os dias na resenha da Rádio Baré sobre a necessidade de um novo estádio, já que o Parque Amazonense e a Colina não atendiam a evolução que o povo almeja para o futebol local. Arnaldo não sabia que mais tarde viria ser chamado a compor o grupo de trabalho para a construção do “Vivaldão”.
Das críticas, havia a necessidade urgente de uma resposta imediata. Para não alimentar o descrédito - só existia um caminho: o gramado para um jogo junto com uma parte de lances de arquibancadas, prioritariamente, no harmonioso e simples projeto do arquiteto Severiano Mário Porto, que recebeu menção honrosa na 3ª premiação anual do Instituto de Arquitetura do Brasil. Estratégia surgida numa reunião emergencial no barracão de madeira e cobertura de zinco deixado na terraplanagem primária do governo Arthur Reis, e que tinha como ponto principal mostrar à cidade de Manaus que o “Vivaldão” não era mais do que um sonho.
O governador Danilo Areosa, em reunião com os membros de sua gestão, sentiu que o “Vivaldão” era o caminho para despertar a simpatia do povo amazonense não muito comum nos governos revolucionários. Aderiu a estratégia imediatamente oferecida e fez questão de colocar na programação oficial dos festejos do 4º ano da revolução militar, e, na presença de autoridades, tendo à frente o general Edmundo Costa Neves, anunciou que muito breve, o Amazonas teria finalmente um estádio digno dentro dos melhores do Brasil, nascendo a alcunha de “Colosso do Norte” para uma elite do que se contrapunha o povo que só falava “Vivaldão”. Todos ficaram admirados com o roncar dos tratores do DER-AM (Departamento de Estradas de Rodagem do Amazonas), abrindo os espaços da nova casa do futebol amazonense no pacato bairro de Flores.
Estava certo o governador Danilo Duarte de Matos Areosa, que imediatamente atingiu um alto índice de popularidade, ao ponto de ter sua segurança reforçada – principalmente, junto aos amantes do futebol.
Passados 11 meses, lá estava o governador Danilo Areosa cercado de meninos das equipes infanto-juvenil dos clubes tradicionais de Manaus hasteando o pavilhão nacional em solenidade simples, sem discurso e foguetes, muito menos faixas, balões e papéis picados, mas somente os sorrisos e abraços, principalmente quando o garoto ‘Caroço’, do São Raimundo E.C. marcava o primeiro gol, no campo do “Vivaldão”, num cenário que misturava concreto, máquinas e o verde das árvores num horizonte sem fim, era 31 de janeiro de 1969, onde começava a longa caminhada para a sua fugaz realidade.
Não foi fácil ter chegado àquele momento, engenheiros e trabalhadores da construtora COINTER LTDA. mostraram mais do que competência, dedicação no desafio de colocar pela primeira vez um gramado em Manaus, dentro dos requisitos técnicos e modernos à época. Para uns, índio – para outros, peruano, a verdade é que o agrônomo Cesar que trabalhava na Secretaria de Produção Rural assumiu o gramado do “Vivaldão”.
Não havia mais volta, assumiu o comando das obras a Empresa de Construção Irmãos Pratas que seguiu o mesmo caminho do seu antecessor no que pese ser o desafio bem complexo entre a estrutura e o escasso tempo de execução, uma vez que o Governador Danilo Areosa e o Presidente da CBD (Confederação Brasileira de Desporto), João Havelange acertaram a vinda da Seleção Brasileira que se preparava para a Copa do México; Depois dos jogos em Manaus a Seleção brasileira ainda realizou 3 amistosos antes de embarcar para a Copa.

## A pré-inauguração do “Vivaldão”
No que pese o esforço acabou se concretizando no que foi chamado de pré-inauguração, numa festa monumental, no dia 5 de abril de 1970, quando a Seleção Brasileira pisou no “Vivaldão” com Pelé, que mais tarde alcançaria o título de tricampeã do mundo e a consagração de ser a seleção de todos os tempos.
Foi uma tarde memorável para o íntimo do torcedor amazonense, era um passo mágico ver a Seleção Brasileira no solo amazonense; uma pré-inauguração sim, o “Vivaldão” não estava pronto, cheio de tapumes, sem levar em conta o desconforto, entulhos, poeiras, lamas, mas nada empanou o brilho da festa e muito menos diminuiu o íntimo do enlouquecido torcedor que enfrentou nas arquibancadas inacabadas o sol inclemente com chapéu de palha carnaúba dando um colorido diferente na galera que feliz ecoava o seu canto de guerra, Brasil; Brasil, e graças a Flaviano Limongi, líder e fundador da FAF (Federação Amazonense de Futebol), que transformou o futebol amazonense. Limongi sabia o quanto era importante para um futuro promissor a vinda da Seleção Brasileira para Manaus.
Um fato importante que marcou no estádio para a Seleção Brasileira que vinha sendo vaiada pelo Brasil afora, recebeu aplausos da torcida amazonense, no “Vivaldão”. O goleiro Félix, ao conquistar o tricampeonato no México dedicou - no meio da sua euforia, o título à cidade de Manaus
O público pagante anunciado foi de 36.828 pessoas, mas acredita-se que mais 40 mil torcedores entraram no estádio. Um fato inusitado, foi registrado pelos repórteres que faziam a cobertura externa, anunciavam com um certo euforismo que os penetras se aproveitaram, do momento em que a Polícia Militar do Estado do Amazonas se postava para as exigências formais do Hino Nacional, para arrebentaram os tapumes de proteção, onde teriam entrado mais de 2.000 pessoas.
O Brasil venceu de 4 a 1, a seleção B do Amazonas, com Dario, o peito de aço, marcando aos dois minutos, o primeiro gol profissional da Seleção Brasileira, no “Vivaldão”. A Seleção A de Pelé, que marcou um gol aos 30 minutos do segundo tempo também venceu por 4 a 1. Arnaldo Santos fazia a transmissão pela Rádio Baré; um jogo histórico na vida do “Vivaldão”.
O “Vivaldão” ainda herdou a restauração e construção de parte do projeto original, no início do governo do coronel João Walter de Andrade, que teve como ponto alto o novo gramado, visando o Campeonato Nacional que tinha como representante do futebol amazonense, Nacional e Rio Negro.

## A censura sobre o “AS nos Esportes”
Se não fosse a intervenção do Dr. Limongi e do coronel Jorge Teixeira, a carreira do locutor esportivo Arnaldo Santos teria sido suspensa prematuramente, por ter infringido os padrões de comportamento emanados do AI 5. – Arnaldo já havia passado e vivenciado constantes recomendações e censuras do regime militar, junto ao programa “AS nos Esportes”, na TV Ajuricaba, afiliada da Rede Globo.
Em pleno programa, chamou o governador João Walter de Andrade, que era de Aracaju, de Forasteiro – tudo por causa do gramado do “Vivaldão”, que segundo ordens do governador, não poderia haver treinamentos a não ser, jogos - mas que foi cedido de forma surpreendente para o Sociedade Esportiva Palmeiras treinar na segunda e terça-feira, para o seu jogo contra o Rio Negro, pelo Campeonato Brasileiro na quarta-feira. Tudo isso aconteceu pela influência política do diretor do Palmeiras, Nelson Duque, que tinha a Fábrica de Jóias Duque, instalada na Zona Franca de Manaus. O processo pelo qual Arnaldo deveria responder não foi enviado para julgamento em Brasília, por ordem superior, e ele mais uma vez sobreviveu às exigências revolucionárias.

## Festa com ar de inauguração
O governador Gilberto Mestrinho que no seu segundo governo do Amazonas (1983/1986) foi o que mais se aproximou das exigências do projeto original com exceção das coberturas da tribuna de imprensa e cadeiras especiais do estádio. O “Vivaldão” teve festa com ar de inauguração, do qual Arnaldo Santos sempre registrou como um grande avanço mas, a alcunha de pré-inauguração continuava. Foi uma época especial do futebol amazonense, principalmente, dos jogos do Campeonato Brasileiro, mas também, daí para frente pouco se fez na conservação e manutenção da estrutura de um patrimônio estratégico para o futebol da Amazônia Brasileira. No governo de Amazonino Mendes, em dezembro de 1995, houve mais uma inauguração (a última) com a presença da seleção Brasileira vencendo a Colômbia por 3 X 1.

## Fatos marcantes vividos por Arnaldo no Vivaldão
Arnaldo Santos nunca esqueceu daquela tarde de 34º graus a sombra em que o “Vivaldão” recebia o maior público da sua história para um jogo internacional. Dia 9 de maço de 1980, Fast x New York Cosmos, empatavam em 0 a 0, para um público delirante de 57.000 pessoas, que aplaudiram craques campeões do mundo como: Carlos Alberto, Oscar, Beckenbauer, e Clodoaldo que jogou no Fast. Mas, como rionegrino que é, não deixa de lembrar também, da vitória de 3 a 2, no Flamengo, dia 27 de junho de 1975, e mais - nove anos depois o mesmo marcador, sobre o Vasco da Gama. O que o deixou mais feliz foi ver nas duas vitórias o “Vivaldão” lotado de flamenguistas e vascaínos, contra a torcida do “Galo” ecoando o seu grito de vitória.
Dentre os momentos Inesquecíveis, foi o ano de 2001, com o gol de Alberto do São Raimundo E.C., que aos 48 minutos do segundo do tempo na cobrança de uma falta contra o Paissandu de Belém do Pará, que jogava simplesmente pelo empate, a fim de alcançar o título da Copa Norte. Foi um gol histórico, o São Raimundo conquistava o título de ‘Tricampeão do Norte’ no “Vivaldão”, mostrando uma hegemonia que fez o “Tufão da Colina”, permanecer sete anos consecutivos (2000,2001,2002,2003,2004,2005 e 2006) na Série B, do Campeonato Brasileiro.
Teria que ser assim, sempre o destino colocando o cronista Arnaldo Santos nos caminhos do “Vivaldão” e foi como coordenador do Campeonato de Peladas do Amazonas o “Peladão”, que deu o grande abraço final do povo. Era - 9 de janeiro de 2010 - recebia pela última vez, o maior público dessa nova fase, onde 45 mil torcedores se despediram na grande final do Peladão Verde 2009, numa tarde memorável que culminou com a conquista do título máximo alcançado pelo S.E. Unidos do Alvorada sobre o Panair F.C., na cobrança de pênaltis por 3 a 2, depois de 0 a 0 do tempo normal. Afinal de contas, foi o último jogo do Peladão no “Vivaldão”.

## Sesquicentenário da Independência do Brasil
Dentre os muitos momentos raros vividos pelo cronista Arnaldo Santos, no “Vivaldão”, foi escolhido a apresentar o show das comemorações do Sesquicentenário da Independência do Brasil, em setembro de 1972, que além de ser uma honra e distinção – Arnaldo vivenciou os bastidores de grandes astros e ídolos da Música Popular Brasileira, mais do que isso, a ovação de um público diferenciado quando apresentava nomes como: Ronnie Von, Clara Nunes, Wanderley Cardoso, Originais do Samba, Eliana Pittman,Elza Soares, Tony Tornado, dentre tantos outros, tendo ao seu lado duas famosas chacretes da equipe do maior comunicador do Brasil, Abelardo Barbosa, o popular Chacrinha.
Tanto no rádio, quanto na televisão clamava-se por socorro às nossas autoridades pelo estado de abandono que se encontrava o carcomido “Vivaldão” pela imprudência e omissão, até aparecer o governador Amazonino Mendes que disse no seu discurso de campanha, no seu segundo governo de 1995, que não poderia começar a administrar o Estado do Amazonas com um monumento inacabado e em ruínas que já havia sido o palco dos grandes momentos do torcedor amazonense. Afinal, uma obra de arquitetura premiada não poderia chegar ao abandono em que estava. Oito meses foram suficientes para o governador Amazonino Mendes dotar o Brasil de um estádio moderno e de rara beleza arquitetônica, devolvendo a autoestima do seu povo e a admiração do Brasil.

## Presidente da Fundação Vila Olímpica
No dia 16 de março de 1995, foi nomeado subsecretário de Desportos da secretaria de Estado, Cultura e Deportos–Seduc, respondendo pela presidência da Fundação Vila Olímpica, cuja primeira missão foi a recuperação do Estádio Vivaldo Lima, que para ele foi o maior desfio de sua vida profissional. A estratégia foi a mesma de 25 anos atrás, na sua pré-inauguração que era de trazer de volta a Seleção Brasileira como marco para finalmente inaugurar. Além do projeto original  havia a necessidade de modernização do Estádio Vivaldo Lima.
Em reunião na sede da CBF, no Rio de Janeiro, foi firmado o compromisso com o presidente Ricardo Teixeira, que se o “Vivaldão” ficasse pronto até o final do ano de 1995, o último jogo da Seleção Brasileira na temporada seria realizado em Manaus. Meta avaliada, objetivos autorizados pelo governador Amazonino Mendes com a recomendação de que o projeto fosse realinhado à adequação de uma nova tecnologia dentro dos princípios emanados pela FIFA para espetáculos de níveis nacional e internacional.
Reunindo com a equipe do arquiteto Severiano Mário Porto, engenheiros da Econcel Engenharia, liderados pelo Dr. Alexandre Muad e assessorado pelos engenheiros da Secretaria de Obras do Estado, coordenado pelo Dr. Frank Mota - foi possível conhecer técnicamente os problemas como: a parte estrutural inteiramente comprometida desde as sapatas de fundação, pilares, marquises e lajes, assim como o fosso, esgotos, drenagens de todo o estádio inclusive o gramado, as intalações elétricas de baixa e alta tensão destruídas.
Vestiários e toda a instalação interna sem condição de utilização, o estádio estava dentro de um processo de desabamento e tragédia, porque mesmo assim vinha sendo utilizado, estava claro que não era só uma simples recuperação. Foram feitos novos cálculos de toda estrutura nos padrões das ‘patologias da construção’ e uma nova aparência na arquitetura e a criação de novas marquises, sistema elétrico, vestiários ampliados com banheiras de hidromassagem, áreas de aquecimento de goleiros e um gramado moderno de drenagem subterrânea com sistema eletrônico de irrigação. Assentos e cadeiras especiais para dar tom final de conforto e bem-estar ao torcedor. Ainda a criação de um hotel para 100 pessoas com instalação moderna e serviços próprios, assim como uma nova aparência na parte externa com a recuperação e modernização do estacionamento.
Foram oito meses de muito sacrifício e renúncia. Arnaldo vivia praticamente na obra para realizar o sonho de todos os amazonenses, nas exigências tecnológicas entre ferros, concretos, máquinas, trabalhadores em meio a uma  parafernália. Arnaldo Santos passou várias madrugadas com sua equipe, como o atual Diretor-técnico da Fundação Vila Olímpica, Ariovaldo Malizia, Aglacir Bezerra e dona Marília, que não deixava ninguém dormir no trabalho, porque servia um café na hora certa. Nada foi esquecido, nem mesmo a capela construída para orações. O Estádio “Vivaldão” que estava ameaçado a desabar era agora um dos melhores e mais modernos do Brasil, segundo a crônica nacional. No dia 20 de dezembro de 1995, os portões foram abertos, entra em campo as seleções do Brasil e Colôbia, com um público pagante de 45.164 espectadores, e renda de R$ 849.690,00 e a vitória do Brasil por 3 a 1. A missão chegava ao fim, o governador Amazonino Mendes prometeu e fez. O “Vivaldão” finalmente, na concepção de Arnaldo Santos deixou de ser um sonho, mas o orgulho de todos os amazonenses. Estava inaugurado o Estádio Vivaldo Lima.

## O adeus ao Vivaldão
No dia 9 de março de 2010, Arnaldo Santos estava no centro do gramado do “Vivaldão”, em meio a convidados e autoridades, ouvindo o governador Eduardo Braga anunciar a ‘Arena da Amazônia’ para a Copa do Mundo de 2014, ao mesmo tempo o convite para testemunhar o primeiro ato chamado de desmobilização, com a retirada do placar eletrônico por um imenso guincho. Era o começo do fim! Trinta dias depois, Arnaldo foi até o último degrau da arquibancada do Sambódromo, ao lado do estádio, olhar a derrubada das paredes do “Vivaldão”. Bastante emocionado com a demolição do “Vivaldão” só resta a saudade de tantos e quantos momentos vividos no palco das grandes emoções pelo cronista esportivo, que viu o estádio nascer, os momentos de glória e desaparecer.